# Clásico del fútbol guatemalteco
El clásico del fútbol guatemalteco también se le conoce como Clásico Chapín o el "Clásico Nacional" al partido de fútbol disputado por los clubes Club Social y Deportivo Municipal y Comunicaciones Fútbol Club de la Liga Nacional de Guatemala.

## Inicio de la rivalidad
Los clásicos de fútbol en Guatemala se dividen en dos períodos, el primero entre 1940-1950 donde la máxima rivalidad era entre el CSD Municipal y el CSD Tipografía Nacional, el actual súper clásico nació en 1951 entre Municipal y Comunicaciones. El primer enfrentamiento había sido un 14 de enero de 1951, el marcador fue 2-1 a favor de Comunicaciones.
Municipal tomaría ventaja gracias a una década de los 2000 llena de clase y buen fútbol hasta alcanzar cinco campeonatos seguidos (2004-2006) mientras Comunicaciones perdió calidad durante esos años. Pero en la década de 2010 El popular equipo crema jugando con garra y buen fútbol obtuvo seis campeonatos seguidos convirtiéndose en el único hexacampeón del futbol guatemalteco (Clau. 2012-Ap.2015).

### Datos del clásico
- El primer partido del clásico (resultado 2-1 a favor de Comunicaciones) fue un 14 de enero de 1951, aunque un año atrás se enfrentaron en un partido de Copa Navidad, torneo no oficial.[4]
- El primer clásico jugado en el Estadio Mateo Flores (hoy Doroteo Guamuch Flores) fue el 13 de febrero de 1955, ganado por Municipal 3 a 2 y correspondió a la edición número 7.
- El 12 y 16 de junio de 1955, estos equipos jugaron dos partidos de desempate, ya que ambos igualaron en puntos en el campeonato de liga 1954-55. El primer partido lo ganó Comunicaciones por 1 a 0 en el segundo lo ganó Municipal por 2 a 0, consagrándose así el equipo rojo como campeón.
- El 2 de septiembre de 1956, Comunicaciones gana su primer campeonato nacional al derrotar en la última jornada al Municipal por un tanto a cero. Se reportó la cantidad no oficial de 50.000 aficionados en ese encuentro.
- El 22 de mayo de 1960, Municipal y Comunicaciones se enfrentaron para cumplir la última jornada del torneo nacional, el encuentro lo ganó el equipo blanco por un 2-1 y convirtiéndose así en el primer tricampeón del fútbol guatemalteco.
- El 23 de enero de 1966, se volvieron a enfrentar en el último juego del campeonato nacional, pero este lo ganó el Municipal por un 3-0. Cabe recalcar que asistieron 52.780 espectadores al Estadio Mateo Flores y esto recaudó un total de Q29,310, siendo este la mayor cantidad de aficionados en un clásico.[5]
- Durante el año de 1976 se jugaron 3 clásicos, todos terminaron 0-0, siendo el único año que todos los clásicos terminan sin goles.[6]
- El 9 de marzo de 1977, Municipal acabó con la racha invicta de Comunicaciones de 44 partidos, en un partido de la Copa Fraternidad Centroamericana 1977, torneo en que Municipal fue campeón.
- Un nuevo evento futbolístico entre estos equipos empezó el 5 de julio de 1978 cuando ambos se enfrentarían por primera vez en un partido de Copa de Campeones de la Concacaf donde Comunicaciones derrotó y eliminó al Equipo Municipal, El Torneo lo terminaría Ganando Comunicaciones.[7]
- La mayor racha invicta sin perder de Municipal ante Comunicaciones fue de 16 partidos, entre 1986 y 1990, y de Comunicaciones hacia Municipal fue de 12 entre 1956 y 1963.
- El 25 de enero de 2020, el argentino Ramiro Rocca anota el gol más rápido en los clásicos, esto a los 23 segundos en el torneo Clausura 2020. Este clásico lo ganó Comunicaciones FC de visita con Una Remontada Inolvidable en el estadio Doroteo Guamuch Flores, con un marcador de 2-4. [8]

## Finales disputadas
| Edición                             | Campeón                             | Resultado                           | Subcampeón                          | Sede Final                          |
| Primera División (Campeonato Largo) | Primera División (Campeonato Largo) | Primera División (Campeonato Largo) | Primera División (Campeonato Largo) | Primera División (Campeonato Largo) |
| ----------------------------------- | ----------------------------------- | ----------------------------------- | ----------------------------------- | ----------------------------------- |
| 1954-55                             | Municipal                           | 0-1, 2-0                            | Comunicaciones                      | Estadio Autonomía                   |
| 1990-91                             | Comunicaciones                      | 4-2                                 | Municipal                           | Estadio Mateo Flores                |
| 1991-92                             | Municipal                           | 0-0, 2-1                            | Comunicaciones                      | Estadio Mateo Flores                |
| Torneo de Copa                      |                                     |                                     |                                     |                                     |
| 1983                                | Comunicaciones                      | 3-0                                 | Municipal                           | Estadio Mateo Flores                |
| Copa Campeón de Campeones           |                                     |                                     |                                     |                                     |
| 1952                                | Municipal                           | 2-1                                 | Comunicaciones                      | Estadio Revolución                  |
| 1956                                | Comunicaciones                      | 2-0                                 | Municipal                           | Estadio Autonomía                   |
| 1961                                | Comunicaciones                      | 3-1                                 | Municipal                           | Estadio Mateo Flores                |
| 1995                                | Comunicaciones                      | 1-0, 0-1 (5-4 p.)                   | Municipal                           | Estadio Mateo Flores                |
| Primera División (Campeonato Corto) |                                     |                                     |                                     |                                     |
| Apertura 1999                       | Comunicaciones                      | 1-1, 2-1                            | Municipal                           | Estadio Mateo Flores                |
| Clausura 2000                       | Municipal                           | 1-2, 2-0                            | Comunicaciones                      | Estadio Mateo Flores                |
| Apertura 2000                       | Municipal                           | 0-0, 1-1                            | Comunicaciones                      | Estadio Mateo Flores                |
| Clausura 2002                       | Municipal                           | 1-2, 2-0                            | Comunicaciones                      | Estadio Mateo Flores                |
| Apertura 2002                       | Comunicaciones                      | 2-1, 1-1                            | Municipal                           | Estadio Mateo Flores                |
| Apertura 2003                       | Municipal                           | 3-2, 0-0                            | Comunicaciones                      | Estadio Mateo Flores                |
| Apertura 2004                       | Municipal                           | 5-1, 4-1                            | Comunicaciones                      | Estadio Mateo Flores                |
| Apertura 2005                       | Municipal                           | 0-0, 2-0                            | Comunicaciones                      | Estadio Mateo Flores                |
| Apertura 2006                       | Municipal                           | 0-0, 1-1 (v.)                       | Comunicaciones                      | Estadio Mateo Flores                |
| Clausura 2008                       | Municipal                           | 3-1, 1-2                            | Comunicaciones                      | Estadio Mateo Flores                |
| Apertura 2008                       | Comunicaciones                      | 2-1, 1-1                            | Municipal                           | Estadio Mateo Flores                |
| Apertura 2009                       | Municipal                           | 1-0, 0-0                            | Comunicaciones                      | Estadio Mateo Flores                |
| Apertura 2010                       | Comunicaciones                      | 1-1, 2-2 (4-3 p.)                   | Municipal                           | Estadio Mateo Flores                |
| Clausura 2011                       | Comunicaciones                      | 3-0, 3-0                            | Municipal                           | Estadio Mateo Flores                |
| Apertura 2011                       | Municipal                           | 2-0, 2-0                            | Comunicaciones                      | Estadio Mateo Flores                |
| Apertura 2012                       | Comunicaciones                      | 3-0, 1-0                            | Municipal                           | Estadio Mateo Flores                |
| Clausura 2014                       | Comunicaciones                      | 1-0, 1-0                            | Municipal                           | Estadio Mateo Flores                |
| Apertura 2014                       | Comunicaciones                      | 1-1, 2-1                            | Municipal                           | Estadio Mateo Flores                |
| Clausura 2015                       | Comunicaciones                      | 2-0, 2-3                            | Municipal                           | Estadio Mateo Flores                |
| Clausura 2022                       | Comunicaciones                      | 1-0, 1-0                            | Municipal                           | Estadio Mateo Flores                |

## Traspasos
- Primer traspaso de un jugador entre Municipal y Comunicaciones: Hugo Peña en 1961.[9]

| Municipal → Comunicaciones                                            | Traspaso                                                              | Nac.                                                                  | Año                                                                   | Comunicaciones → Municipal                                            | Traspaso                                                              | Nac.                                                                  | Año                                                                   |
| Traspaso de jugadores entre Municipal / Comunicaciones más relevantes | Traspaso de jugadores entre Municipal / Comunicaciones más relevantes | Traspaso de jugadores entre Municipal / Comunicaciones más relevantes | Traspaso de jugadores entre Municipal / Comunicaciones más relevantes | Traspaso de jugadores entre Municipal / Comunicaciones más relevantes | Traspaso de jugadores entre Municipal / Comunicaciones más relevantes | Traspaso de jugadores entre Municipal / Comunicaciones más relevantes | Traspaso de jugadores entre Municipal / Comunicaciones más relevantes |
| --------------------------------------------------------------------- | --------------------------------------------------------------------- | --------------------------------------------------------------------- | --------------------------------------------------------------------- | --------------------------------------------------------------------- | --------------------------------------------------------------------- | --------------------------------------------------------------------- | --------------------------------------------------------------------- |
| Hugo Peña                                                             | Directo                                                               | Bandera de Guatemala                                                  | 1961                                                                  | Oscar Sánchez                                                         | Directo                                                               | Bandera de Guatemala                                                  | 1986                                                                  |
| Julio García                                                          | Directo                                                               | Bandera de Guatemala                                                  | 1968                                                                  | Félix McDonald                                                        | Directo                                                               | Bandera de Guatemala                                                  | 1986                                                                  |
| Ricardo Piccinini                                                     | Indirecto                                                             | Bandera de Argentina                                                  | 1975                                                                  | Byron Pérez                                                           | Directo                                                               | Bandera de Guatemala                                                  | 1988                                                                  |
| Carlos Monterroso                                                     | Indirecto                                                             | Bandera de Guatemala                                                  | 1976                                                                  | Eduardo Acevedo                                                       | Indirecto                                                             | Bandera de Guatemala                                                  | 2000                                                                  |
| René Morales                                                          | Indirecto                                                             | Bandera de Guatemala                                                  | 1978                                                                  | Edgar Estrada                                                         | Directo                                                               | Bandera de Guatemala                                                  | 2001                                                                  |
| Sergio Rivera                                                         | Directo                                                               | Bandera de Guatemala                                                  | 1980                                                                  | Danny Ortiz                                                           | Indirecto                                                             | Bandera de Guatemala                                                  | 2002                                                                  |
| Benjamín Monterroso                                                   | Indirecto                                                             | Bandera de Guatemala                                                  | 1983                                                                  | Fredy García                                                          | Indirecto                                                             | Bandera de Guatemala                                                  | 2003                                                                  |
| Juan Manuel Funes                                                     | Directo                                                               | Bandera de Guatemala                                                  | 1997                                                                  | Mario Rodríguez                                                       | Directo                                                               | Bandera de Guatemala                                                  | 2004                                                                  |
| Julio Rodas                                                           | Indirecto                                                             | Bandera de Guatemala                                                  | 1997                                                                  | Claudio Ariel Rojas                                                   | Directo                                                               | Bandera de Guatemala                                                  | 2004                                                                  |
| Selvyn Ponciano                                                       | Indirecto                                                             | Bandera de Guatemala                                                  | 1999                                                                  | Fredy Thompson                                                        | Directo                                                               | Bandera de Guatemala                                                  | 2007                                                                  |
| Sebastián Bini                                                        | Indirecto                                                             | Bandera de Argentina                                                  | 2004                                                                  | Paulo Centurión                                                       | Indirecto                                                             | Bandera de Paraguay                                                   | 2008                                                                  |
| Ricardo Jerez                                                         | Indirecto                                                             | Bandera de Guatemala                                                  | 2007                                                                  | Juan Barrera                                                          | Indirecto                                                             | Bandera de Nicaragua                                                  | 2019                                                                  |
| Carlos Fernando Figueroa                                              | Indirecto                                                             | Bandera de Guatemala                                                  | 2012                                                                  | Leonardo McNish                                                       | Indirecto                                                             | Bandera de Guatemala                                                  | 1970                                                                  |
| Antonio de Jesús López                                                | Directo                                                               | Bandera de Guatemala                                                  | 2023                                                                  | Andy Ruiz                                                             | Indirecto                                                             | Bandera de Guatemala                                                  | 2021                                                                  |

Se muestra el primer traspaso de un club a otro, en negrita activos.
35 jugadores han vestido tanto la camiseta de Municipal como Comunicaciones.

## Goleadores
Goleadores en el clásico para cada club, así como la tabla general (inclusive si marcaron con ambos equipos).
| Pos.           | Goles   | Jugador                | Club(es)       |
| General        | General | General                | General        |
| -------------- | ------- | ---------------------- | -------------- |
| 1              | 39      | Juan Carlos Plata      | Municipal      |
| 2              | 19      | Mario Acevedo          | Municipal      |
| 3              | 15      | Ramón Alberto Ramírez  | Comunicaciones |
| 4              | 14      | Oscar Sánchez          | Ambos clubes   |
| 5              | 11      | Julio Rodas            | Ambos clubes   |
| =              | 11      | Fredy García           | Ambos clubes   |
| =              | 11      | Julio César Anderson   | Municipal      |
| Comunicaciones |         |                        |                |
| 1              | 15      | Ramón Alberto Ramírez  | Comunicaciones |
| 2              | 12      | Oscar Sánchez          | Comunicaciones |
| 3              | 10      | Rolando Fonseca        | Comunicaciones |
| =              | 10      | Augusto Espinoza       | Comunicaciones |
| 5              | 9       | Nelson Melgar          | Comunicaciones |
| Municipal      |         |                        |                |
| 1              | 39      | Juan Carlos Plata      | Municipal      |
| 2              | 19      | Mario Acevedo          | Municipal      |
| 3              | 11      | Julio César Anderson   | Municipal      |
| 4              | 10      | Fredy García           | Municipal      |
| 5              | 8       | Guillermo Ramírez      | Municipal      |
| =              | 8       | Carlos Humberto Toledo | Municipal      |

## Palmarés
| Equipo                           | Comunicaciones | Comunicaciones | Municipal | Municipal  |
| Títulos                          | Campeón        | Subcampeón     | Campeón   | Subcampeón |
| Nacionales                       |                |                |           |            |
| Liga Nacional                    | 32             | 26             | 32        | 25         |
| Copa Nacional                    | 8              | 1              | 8         | 2          |
| Copa Campeón de Campeones        | 10             | 3              | 5         | 4          |
| Subtotal                         | 50             | 30             | 45        | 31         |
| Internacionales                  |                |                |           |            |
| Copa de Campeones de la Concacaf | 1              | 2              | 1         | 1          |
| Liga Concacaf                    | 1              | -              | -         | -          |
| Copa Fraternidad Centroamericana | 2              | 2              | 2         | -          |
| Torneo Grandes de Centroamérica  | -              | -              | -         | 1          |
| Copa Interclubes de la Uncaf     | -              | 1              | 2         | -          |
| Recopa de la Concacaf            | -              | 1              | -         | -          |
| Copa Interamericana              | -              | -              | -         | 1          |
| Subtotal                         | 4              | 6              | 5         | 3          |
| Total                            | 54             | 36             | 50        | 34         |

## Competiciones internacionales

### Copa de Campeones de la Concacaf
Enfrentamientos en torneos de la Copa de Campeones de la Concacaf.
| Fecha               | País                 | Sede         | Edición | Etapa         | Ganador        | Resultado |
| ------------------- | -------------------- | ------------ | ------- | ------------- | -------------- | --------- |
| 5 de julio de 1978  | Bandera de Guatemala | Mateo Flores | 1978    | Segunda ronda | Comunicaciones | 2-0       |
| 16 de julio de 1978 | Bandera de Guatemala | Mateo Flores | 1978    | Segunda ronda |                | 0-0       |

### Copa Fraternidad Centroamericana
| Fecha                 | País                 | Sede         | Edición | Etapa          | Ganador        | Resultado |
| --------------------- | -------------------- | ------------ | ------- | -------------- | -------------- | --------- |
| 21 de enero de 1973   | Bandera de Guatemala | Mateo Flores | 1973    | Primera vuelta | Municipal      | 1-0       |
| 25 de febrero de 1973 | Bandera de Guatemala | Mateo Flores | 1973    | Segunda vuelta | Comunicaciones | 3-1       |
| 16 de febrero de 1977 | Bandera de Guatemala | Mateo Flores | 1977    | Primera vuelta |                | 2-2       |
| 9 de marzo de 1977    | Bandera de Guatemala | Mateo Flores | 1977    | Segunda vuelta | Municipal      | 2-1       |

### Torneo Grandes de Centroamérica
| Fecha              | País                 | Sede         | Edición | Etapa          | Ganador        | Resultado    |
| ------------------ | -------------------- | ------------ | ------- | -------------- | -------------- | ------------ |
| 1 de mayo de 1996  | Bandera de Guatemala | Mateo Flores | 1996    | Primera vuelta | Comunicaciones | 2-1          |
| 5 de junio de 1996 | Bandera de Guatemala | Mateo Flores | 1996    | Segunda vuelta | Municipal      | 1-1 (5-4 p.) |

### Copa Interclubes de la Uncaf
| Fecha                    | País                      | Sede              | Edición | Etapa          | Ganador        | Resultado    |
| ------------------------ | ------------------------- | ----------------- | ------- | -------------- | -------------- | ------------ |
| 14 de septiembre de 2001 | Bandera de Costa Rica     | Ricardo Saprissa  | 2001    | Fase final     | Municipal      | 4-0          |
| 27 de octubre de 2002    | Bandera de Guatemala      | Mateo Flores      | 2002    | Fase de grupos | Municipal      | 4-1          |
| 30 de octubre de 2003    | Bandera de Guatemala      | Mateo Flores      | 2003    | Fase de grupos | Municipal      | 2-1          |
| 19 de diciembre de 2003  | Bandera de Estados Unidos | Memorial Coliseum | 2003    | Semifinal      | Comunicaciones | 0-0 (4-2 p.) |